# 1UP
1UP, celým názvem One United Power, je uskupení tvořící graffiti v rámci veřejného prostoru, které vzniklo v berlínské čtvrti Kreuzberg v roce 2003. Samotný název skupiny má symbolizovat kolektivní identitu, která upozaďuje individualismus. 1UP proslula svými filmy, které členové natáčejí během svých cest po celém světě. One United Power mimo jiné skrz graffiti šíří i politické postoje, jako například kritiku konzumu a podporu práv menšiny LGBT. Přesný počet členů, jejich věk čí vzdělání není známo z důvodu jejich anonymity. V roce 2019 bylo uskupení zařazeno německým časopisem Kunstforum International mezi nejsenzačnější graffiti skupiny v Německu.

## Projekty a akce
V roce 2018 se vydalo uskupení One United Power do Řecka, kde na opuštěný vrak potopené lodi MS Mediterranean Sky vytvořili ve středu boku graffiti, které lze vidět i ze satelitních snímků. Skupině se podařilo vytvořit nápis „1UP“ za pomocí živých korálů u ostrova Nusa Penida nedaleko Bali, což mělo upozornit na kritický stav současného životního prostředí. V roce 2020 učinili řadu děl v neapolském slumu, aby poukázali na problémy tamního obyvatelstva a vyjádřili mu podporu. Uskupení dále spolupracovalo s americkou fotogravkou Marthou Cooperovou, s kterou navštívili řadu světových metropolí a v roce 2021 vyšla fotokniha s názvem One week with 1UP, dokumentující jejich pouť.

## Fotoknihy
- One United Power: I am 1UP, Gingko Press 2015, ISBN 9783939566410.
- Martha Cooper, Ninja K: One week with 1UP, Publikat Verlag, Großostheim 2021, ISBN 978-3-939566-51-9.

## Galerie

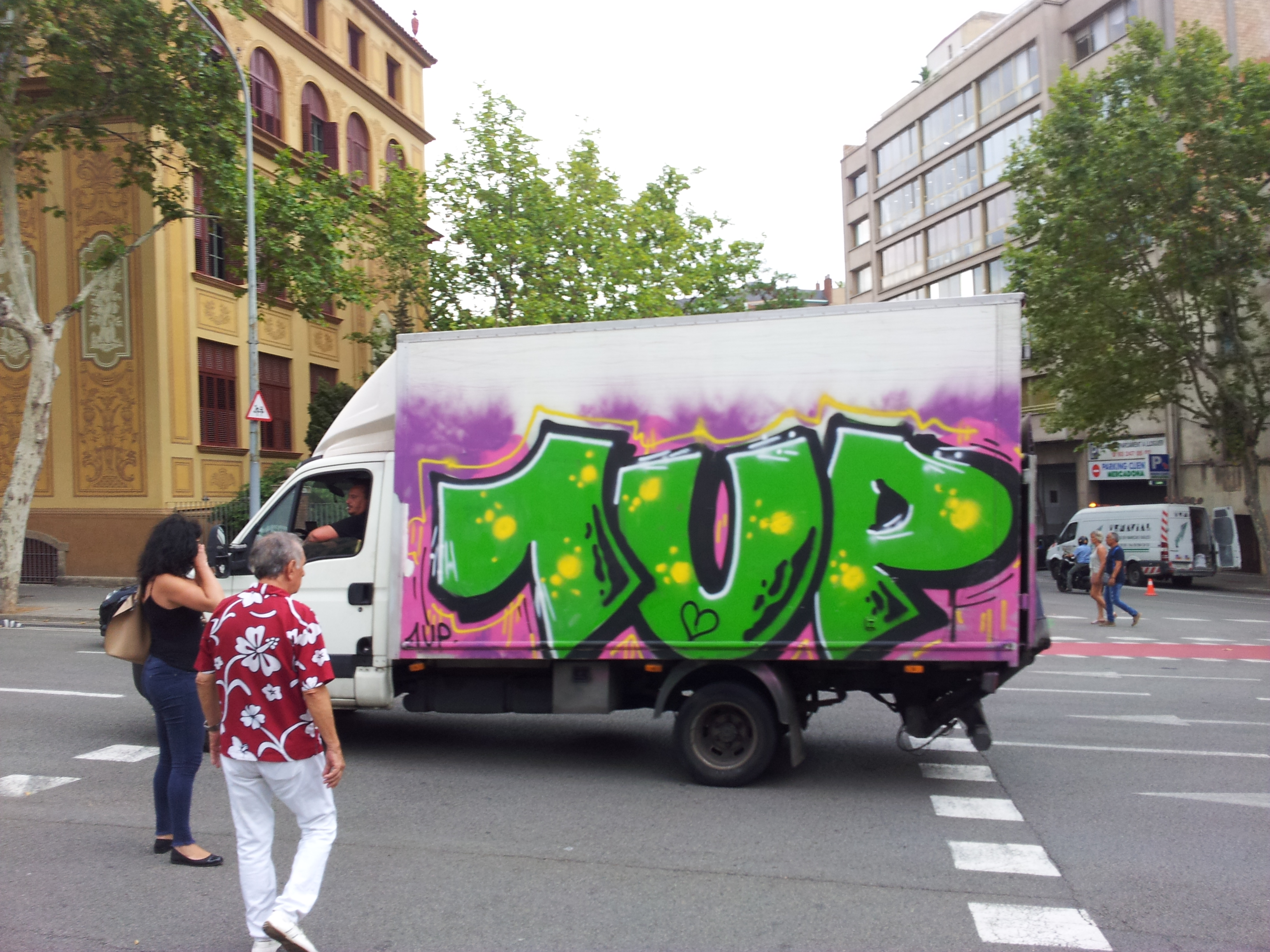
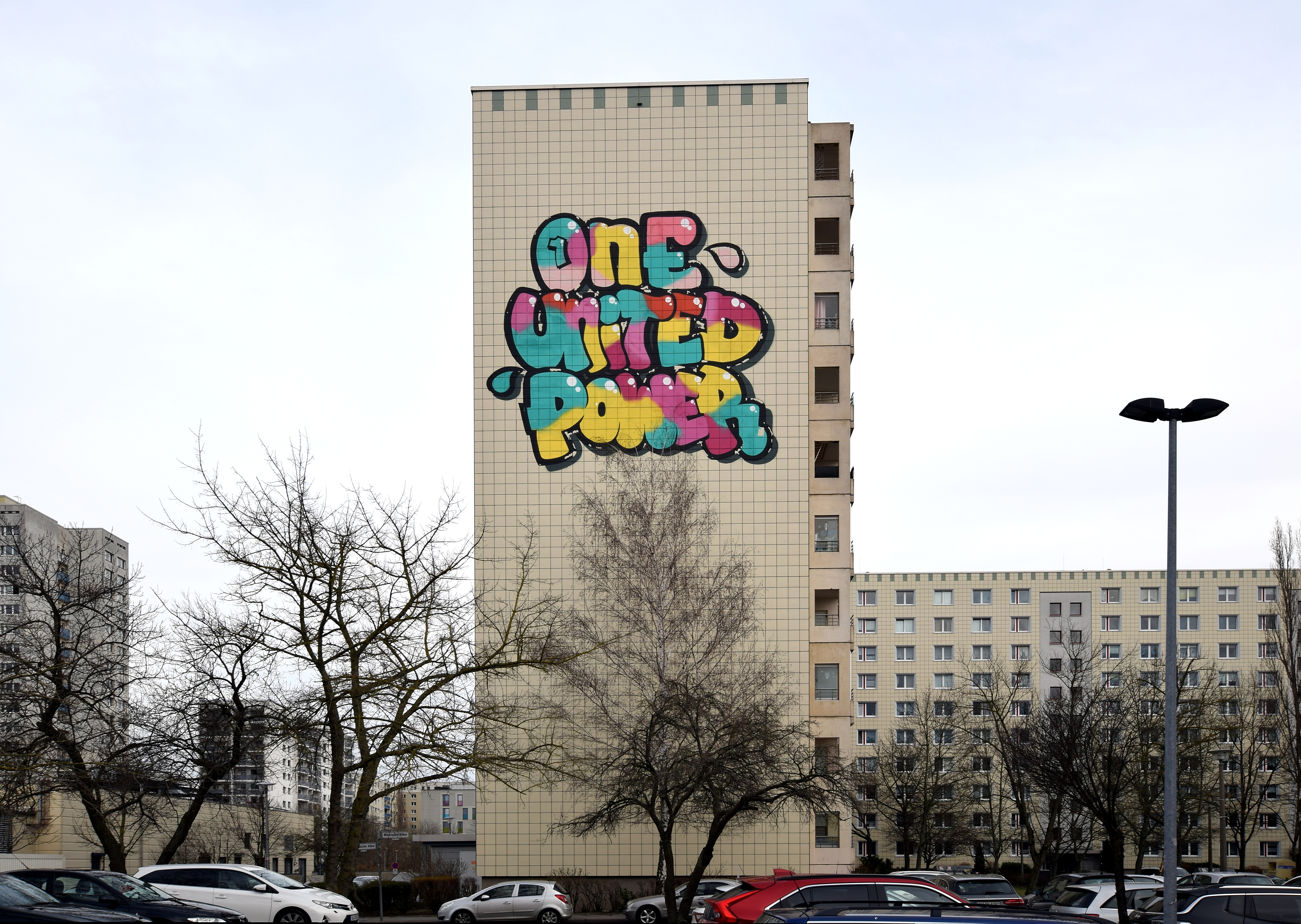
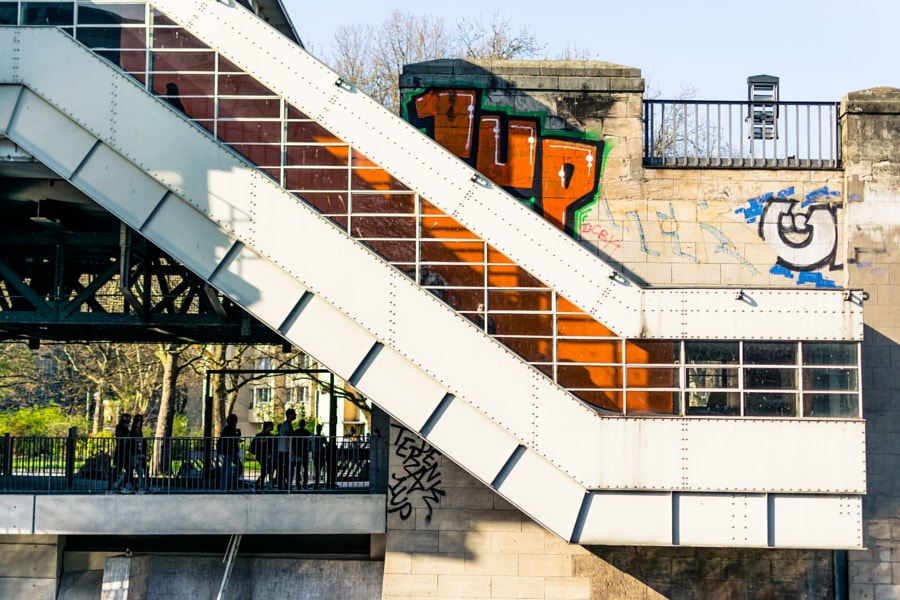
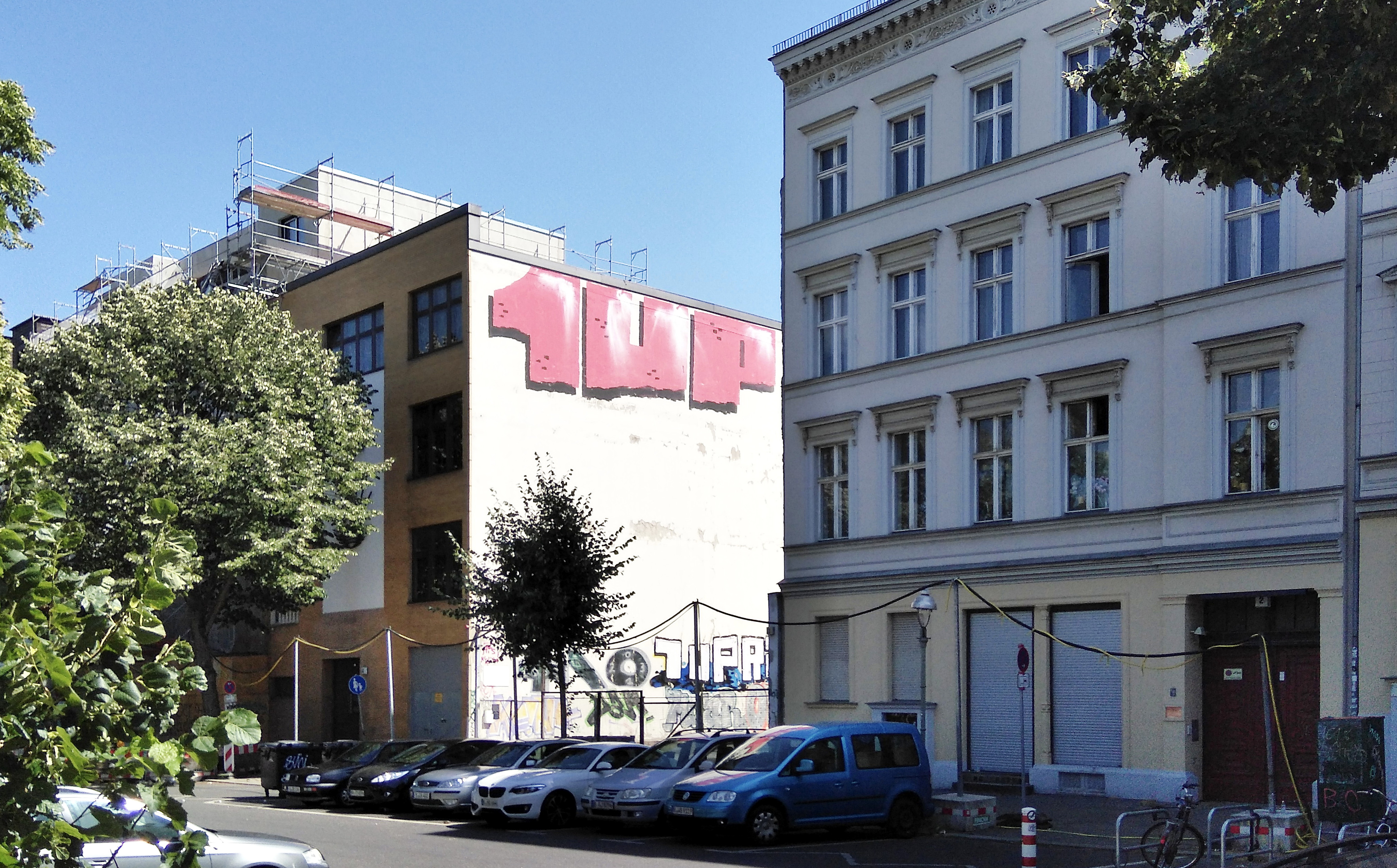
Tag vytvořený pomocí hasícího přístroje, kdy byla hasicí kapalina nahrazena červenou barvou.

## Zajímavosti
V multiplayrové počítačovéonline  střílečce z první osoby Counter-Strike2 (zkráceně CS2) lze na mapě Overpass, která vychází z města Berlín, vidět graffiti nápis „ONEUP“.